# Lost & Found (Fleurs du Mal)
Lost & Found è il settimo album in studio del gruppo musicale italiano Fleurs du Mal, pubblicato nel 2008.  

## Descrizione
La registrazione autoprodotta dai Fleurs du Mal fu effettuata nella sala prove del gruppo a Roma con lo Studio mobile dei Supawai John con Luca Dominici e Max Giua tra maggio e ottobre 2006. L'album è stato pubblicato su Cd dall'etichetta Blond Records a gennaio 2008. Contiene 13 brani originali di cui dodici in inglese e uno in italiano.

## Tracce
Testi e musiche di Fleurs du Mal.
1. (What About) Rock'n'Roll – 4:09
2. Fun Time – 5:31
3. True Love – 3:54
4. New Orleans' Flood Blues – 5:26
5. Woman – 4:08
6. Lost & Found – 4:42
7. Shuffle Around (feat. Cristina Savarino-cori
Loredana Battaglia-cori) – 5:00
8. Everybody's Soul – 4:19
9. Change It – 5:40
10. Out of Control – 4:56
11. Mai più guerra (feat. Enrico Antinori-Congas) – 4:55
12. Free Cannabis (feat. Enrico Antinori-percussioni
Cristina Savarino-cori
Loredana Battaglia-cori) – 3:23
13. Rainy Day (feat. Enrico Antinori-Percussioni) – 3:45

## Formazione

### Gruppo
- Stefano Iguana - voce, chitarra elettrica e acustica, slide guitar, armonica
- Graziella Olivieri - sax tenore, cori
- Ale Benedetti - batteria
- Francesco Cerroni - basso

### Altri musicisti
- Cristina Savarino - cori su Shuffle Around  e Free Cannabis
- Loredana Battaglia - cori su Shuffle Around  e Free Cannabis
- Enrico Antinori - congas su Mai più guerra, percussioni su Free Cannabis e Rainy Day